# Santiago de Chile
 "Santiago" omdirigeres hertil. For andre betydninger af Santiago, se Santiago (flertydig).
Santiago de Chile er Chiles hovedstad. Byen har 6.257.516(2017) indbyggere og storbyområdet er knap 7,5 millioner indbyggere, hvilket svarer til 46 % af Chiles befolkning.
Den positive økonomiske udvikling i Chile siden Augusto Pinochets fald er primært foregået i Santiago, der er blandt de rigeste byer i Latinamerika. I perioden 1992-2007 blev der opført byggeri på mere end 40 mio. etagemeter.

## Historie
Santiago blev grundlagt af Pedro de Valdivia den 12. februar 1541  og fik navnet Santiago de Nueva Extremadura. Valdivia valgte stedet på grund af det behagelige klima og fordi byen let kunne forsvares.

## Klima
Santiago har et mildt middelhavsklima med en relativt varm sommer, hvor temperaturen kan stige til 35 °C. Vintrene er fugtige med typiske dagstemperaturer på mellem 2 °C og 15 °C. Gennomsnitlig nedbør er 360 mm per år.

## Transport
Den offentlige transport i Santiago er domineret af dels Metro de Santiago, der har ca. 2,5 mio. daglige passagerer, dels af bussystemet Transantiago der blev introduceret i 2007.